# Подъельск (Брянская область)
Подъельск — упразднённый в 1961 году населённый пункт Сачковичского сельсовета Климовского района Брянской области РСФСР СССР. С 1961 в черте пгт Климово, современная промзона (территория крахмального завода) у юго-восточной окраины Климово.

## География
Находился у северной окраины села Сачковичи, у р. Ирпа в залесенной местности.

## История
Упоминается с конца XVIII в. как хутор Лесец (Лесок), с 1861 входил в Новоропскую волость.
В годы Великой Отечественной войны территория оккупирована немецко-фашистскими войсками с августа 1941 по 24 сентября 1943 года.
4 мая 1961 года вышло Решение Брянского облисполкома о включении в черту р.п. Климово Климовского р-на нас. п. Забара, Подъельск с площадью 113
га земли колхоза им. Жданова, 67,8 га земель Климовского крахмального завода, проектируемых земельных участков ж/д ветки и райбольницы площадью 5,2 га, с исключением их из состава Сачковичского с/с того же р-на (ГАБО. Ф.Р-6. Оп.4. Д.245. Л.82.).